# Berrueces
Berrueces es un municipio de España perteneciente a la provincia de Valladolid, en la comunidad autónoma de Castilla y León. Ubicado en la comarca de Tierra de Campos, tiene una población de 93 habitantes (INE 2024).

## Geografía
Forma parte de la comarca de Tierra de Campos de la provincia de Valladolid y se encuentra a 48 km de la capital provincial por la carretera N-601 que atraviesa el término municipal entre los pK 239 y 243. El relieve del municipio, que tiene una superficie de 15,90 km², es prácticamente llano, con algunos arroyos estacionales y alguna pequeña elevación aislada. El pueblo se alza a 774 m sobre el nivel del mar. La localidad se encuentra situada en el Camino de Santiago de Madrid.
| Noroeste: Moral de la Reina   | Norte: Moral de la Reina | Noreste: Moral de la Reina                    |
| Oeste: Palazuelo de Vedija    |                          | Este: Moral de la Reina                       |
| Suroeste: Palazuelo de Vedija | Sur: Medina de Rioseco   | Sureste: Moral de la Reina, Medina de Rioseco |

## Historia
El origen del pueblo se pierde en el tiempo, aunque se han encontrado restos arqueológicos en sus proximidades. Así en el pago conocido por La Coronilla, restos de cerámica con figuras humanas y de animales y una moneda de bronce, del 350 d. C., con el busto del emperador romano Constantius II.
Cerca de La Coronilla, en los Grajos y en Los Cenizales, también se han encontrado restos arqueológicos. Cerca de la ermita de Pedrosa, en el pago de Los Chozos,existe un yacimiento romano. En el citado pago de los Grajos se encontró una pequeña inscripción funeraria dedicada a ACCANNIVS, de aquella época romana.
De los libros consultados la fecha más remota en la que se ha encontrado alguna referencia a Berrueces ha sido del año 1251.
Del nombre de Berrueces, no se tiene constancia cierta. Ortega Rubio se pregunta si procede o tiene su origen en Berruecos, que le da el significado de peña o peñasco. Según Corominas y Pascual, en la toponimia española, junto a Berrueco, muy difundido, se halla una variante en Berrueza, en Villarcayo (Burgos); Berrueces, en Medina de Rioseco (Valladolid). A Berrueco le dan un origen prerromano, acaso celta, y también como Ortega Rubio, lo dan un significado de peñasco. La misma raíz etimológica parece estar en el nombre de un arroyo que hay cerca de Villalón de Campos, Berruez, que desagua en el río Sequillo.

## Demografía
Cuenta con una población de 93 habitantes (INE 2024).
| Gráfica de evolución demográfica de Berrueces entre 1842 y 2021                                                       |
| |
| Población de derecho según los censos de población del INE. Población de hecho según los censos de población del INE. |

| 126           | 112 | 107 | 105 | 109 | 107 | 108 |
| (Fuente: INE) |     |     |     |     |     |     |

## Patrimonio

### Iglesia de San Pedro Apóstol

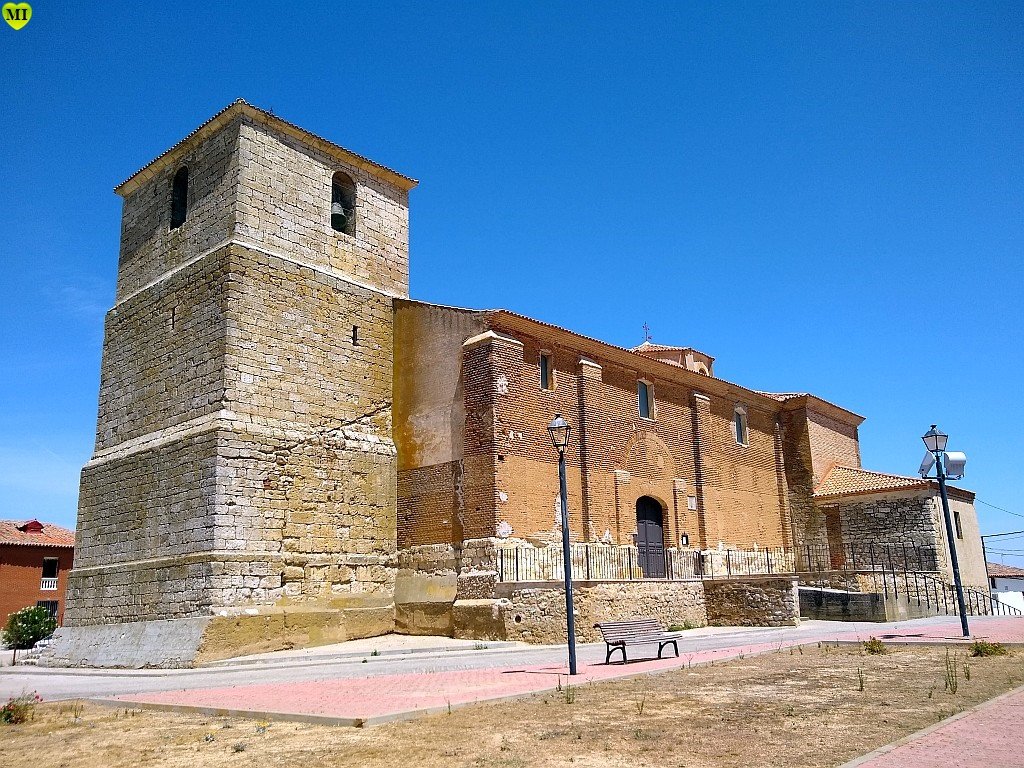
Iglesia de San Pedro Apóstol

De planta rectangular, la mayor parte construida en ladrillo, menos un brazo del crucero y el tambor en semicírculo de la cabecera, que es de piedra sillar. Es del, siglo XVI con reformas del XVIII, está formada por tres naves separadas por pilares que sostienen arcos de medio punto. A los pies, coro alto, y al lado de la epístola, la puerta de entrada. Torre sin terminar rematada con veleta, con tres cuerpos y basamento a los pies; en el alto, huecos para tres campanas. Cerca del presbiterio existe una cúpula, formando una pequeña torre con cuatro ventanas circulares y veleta en lo alto.
En la nave de la izquierda, o del evangelio, retablo barroco del siglo XVIII, con imágenes de Santa Teresa y San Roque del mismo siglo; Calvario, con Cristo en la Cruz, San Juan y la Virgen María del siglo XVI, del estilo de Gregorio Fernández; y una Inmaculada del siglo XVIII. 
En el lado medio de esta nave hay un retablo rococó del siglo XVIII, con imagen de San Antón en la parte superior, del mismo siglo; pintura en la parte baja que representa a San Francisco sacando a las ánimas del Purgatorio. 
En la nave de la derecha hay otro retablo barroco, con una pintura en la parte superior del Nacimiento del Niño Jesús, y en la inferior había una imagen vestida de la Virgen del siglo XVIII. En esta nave, en su parte media, existe un retablo neoclásico del siglo XVIII, dorado. En la parte superior, imagen de San Antonio, y de San José, en la inferior.

### La Virgen de Pedrosa

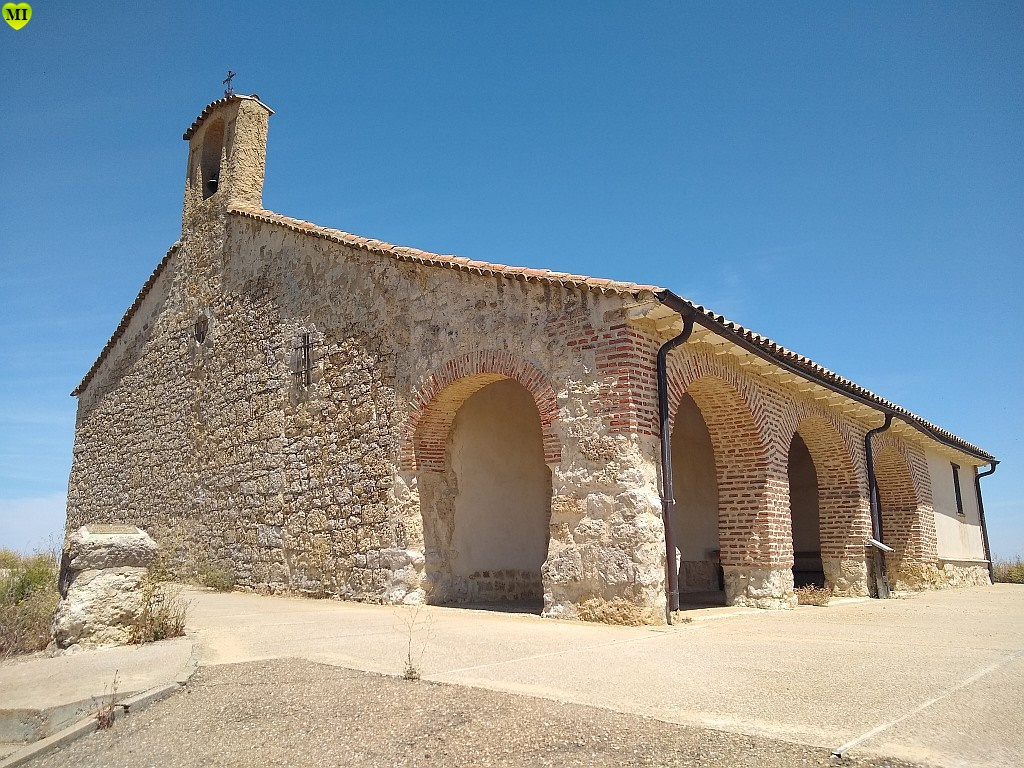
Ermita de la Virgen de Pedrosa

La ermita donde se venera la Virgen se encuentra en un pequeño promontorio, teso como allí dicen, a unos 700 m del pueblo, desde donde se divisa una gran extensión de Tierra de Campos. La construcción es de piedra, adobe y tapial, con una nave central y dos laterales más pequeñas. El retablo, en el lado E, por lo que la Virgen, en su hornacina, está de cara a la villa; al O una breve espadaña en cuya torre, con una veleta con figura de gallo, hay una pequeña campana y debajo una ventana circular de pequeño diámetro, por la que el sol de la tarde ilumina la imagen; al mediodía, la entrada con un soportal con 4 arcadas; al N, en el centro, una ventana. La fiesta que se celebra de esta virgen es muy conocida por toda la comarca y muy frecuentada por todo tipo de jóvenes.
Desde 1958, en los días solemnes, la Virgen de Pedrosa luce la Medalla de la Orden Civil de la Beneficencia que el Gobierno de la Nación otorgó colectivamente a los vecinos de Berrueces por su comportamiento al socorrer a cerca de un centenar de viajeros que habían quedado bloqueados en la carretera nacional 601, cerca de la localidad, a causa de una fuerte nevada. 